# Aeroportul Regional Mankato
Aeroportul Regional Mankato (IATA: MKT, ICAO: KMKT, FAA LID: MKT) este un aeroport din Comitatul Blue Earth, Minnesota, Minnesota, Statele Unite ale Americii. Aeroportul a fost tranzitat în 2019 de 20 de pasageri.
Situat la o altitudine de 311 m, aeroportul dispune de 2 piste.

## Infrastructură

### Piste
Aeroportul dispune de 2 piste. Pista 4/22 are suprafața de asfalt și dimensiunile 4.000 picioare × 75 picioare. Pista 15/33 are suprafața de beton și dimensiunile 6.600 picioare × 100 picioare. 